# Джек Лузма
Джек Робърт Лузма (на английски: Jack Robert Lousma) е бивш астронавт на НАСА, инженер. Извършил е два полета в космоса - на станцията Скайлаб и космическата совалка Колумбия.

## Биография
Роден е на 29 февруари 1936 г. в гр. Гранд Рапидс (Мичиган), САЩ. Завършва гимназия и продължава в Мичиганския университет, факултет по аерокосмическо инженерство. Завършва през 1950 г. и постъпва в армията като доброволец от морската пехота. След едногодишно обучение служи като пилот на много места, сред които и Япония. През 1965 г. се дипломира като магистър в Морската школа за следдипломна квалификация (Naval Postgraduate School), а от 1973 г. е доктор на науките от Мичиганския университет.

## В НАСА
През април 1966 е избран за астронавт и получава назначение в резервните екипаж на Аполо 9, Аполо 10 и Аполо 13.
На 28 юли 1973 г. Лузма полита за първи път в космоса като пилот на космическия кораб Скайлаб-3. Екипажът включва още командирът Алън Бийн и научния сътрудник Оуен Гериът. Тримата прекарват 60 дни на орбиталната станция „Скайлаб“, като поставят нов рекорд по престой в космоса, двойно по-голям от предишния. Провеждат многобройни изследвания на Слънцето, земните ресурси и еэксперименти по адаптацията на човека към безтегловността.
Втория и последен космически полет Д. Лузма извършва от 22 март до 30 март 1982 г. в като командир на полета на совалката „Колумбия“, мисия STS-3. Този полет е третият на кораба за многократно плозване и е от тестовите полети, целта на които е да се докаже пригодността на совалката за космически полети.
| Космически полети на Джек Лузма                               | Космически полети на Джек Лузма | Космически полети на Джек Лузма | Космически полети на Джек Лузма | Космически полети на Джек Лузма | Космически полети на Джек Лузма   | Космически полети на Джек Лузма |
| №                                                             | Дата                            | КК                              | Емблема на мисията              | Функции                         | Продължителност                   |                                 |
| ------------------------------------------------------------- | ------------------------------- | ------------------------------- | ------------------------------- | ------------------------------- | --------------------------------- | ------------------------------- |
| 1                                                             | 28 юли 1973                     | „Скайлаб-3“                     |                                 | Пилот                           | 59 денонощия 11 часа 9 мин 4 сек. |                                 |
| 2                                                             | 22 март 1982                    | "Колумбия", STS-3               |                                 | Командир                        | 8 денонощия 0 часа 6 мин 10 сек.  |                                 |
| Сумарно време в космоса – 67 денонощия 11 часа 15 мин 14 сек. |                                 |                                 |                                 |                                 |                                   |                                 |

## След НАСА
След оттеглянето си от НАСА през 1984 г. Д. Лузма се кандидатира за сенатор, но губи изборите. През 1988 г. е поканен за коментатор на британска телевизия на първия полет (STS-26) след катастрофата на совалката "Чалънджър".